# Patricia Petibon

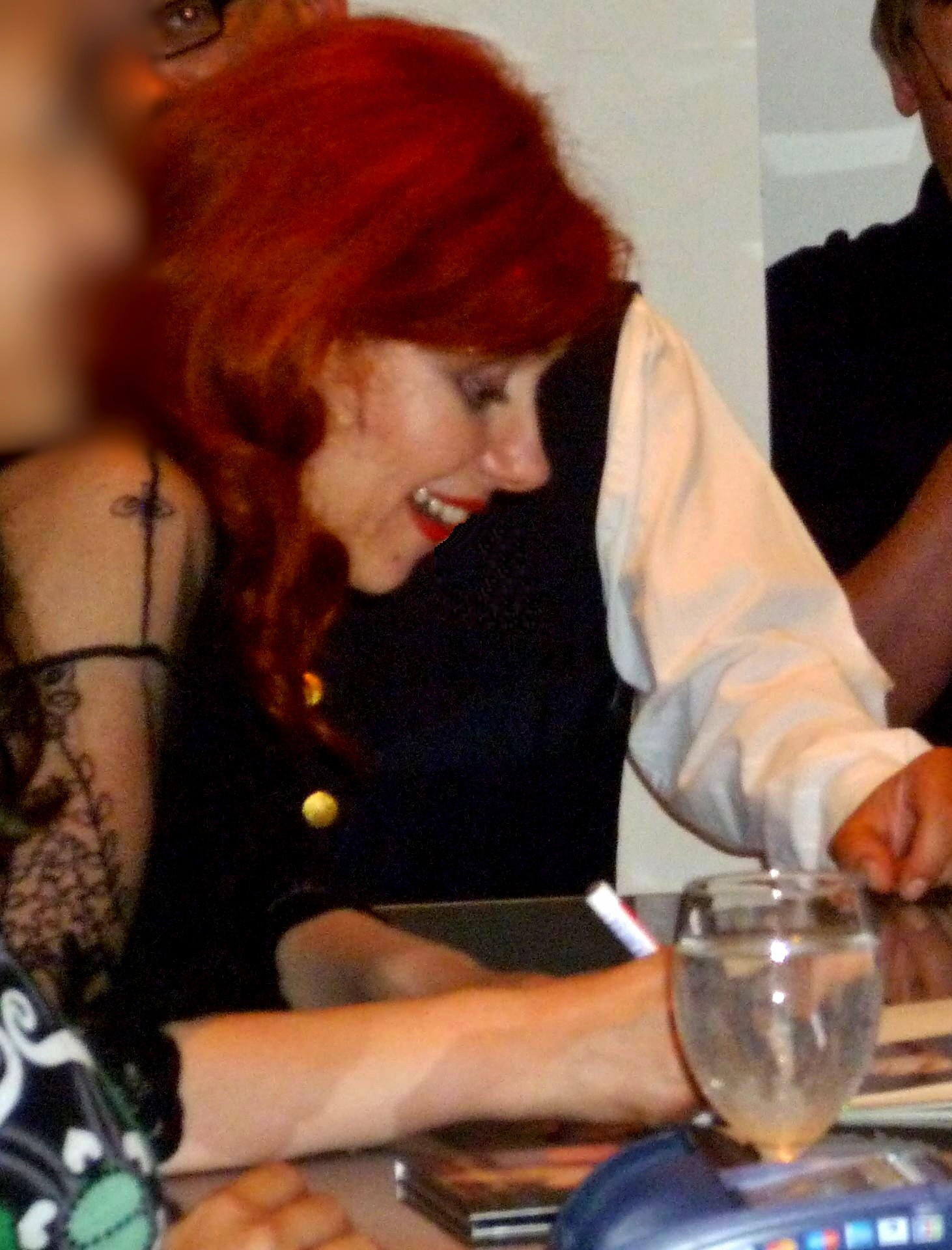
Patricia Petibon gibt Autogramme im Salzburger Festspielhaus – 2009.

Patricia Petibon (* 27. Februar 1970 in Montargis) ist eine französische Opernsängerin. Die Sopranistin wurde vor allem durch ihre Interpretationen französischer und italienischer Barockmusik bekannt. Ihre Singstimme wird auch als Koloratursopran bezeichnet und geht über die normalen Soprantessitura hinaus.

## Leben
Patricia Petibon studierte Musikwissenschaft und schloss 1995 am Pariser Konservatorium ihre Gesangsausbildung ab. William Christie entdeckte die junge Sängerin, seither arbeitet sie regelmäßig mit seinem Ensemble Les Arts Florissants zusammen. Auf diese Weise hatte Petibon erste Auftritte in Aix-en-Provence, an der Mailänder Scala und in der Londoner Wigmore Hall.
In Paris debütierte Petibon 1996 am Palais Garnier mit Rameaus Hippolyte et Aricie. Engagements u. a. mit Rollen in Mozarts Opern Die Entführung aus dem Serail und Die Hochzeit des Figaro führten Petibon an verschiedene Häuser in der französischen Provinz, die Deutsche Oper am Rhein und nach Zürich.
Mit Werken des Barock war Patricia Petibon neben Engagements mit William Christie auch an der Pariser Opéra in Rameaus Les Indes Galantes und unter der musikalischen Leitung von Marc Minkowski als Dalinda in Händels Ariodante zu hören.
In Wien war sie als Sophie in Massenets Werther beim Festival Klangbogen und im Musikverein unter der Leitung von Nikolaus Harnoncourt als Zelmira in einer konzertanten Aufführung von Haydns Armida zu hören. An der Wiener Staatsoper debütierte sie im März 2000 mit der Olympia in Hoffmanns Erzählungen von Jacques Offenbach und war hier im Februar 2006 außerdem als Sophie im Rosenkavalier zu erleben. Daneben ist sie dem neuen Opernhaus Theater an der Wien eng verbunden – wo sie u. a. 2005 und 2006 die Giunia in Mozarts Lucio Silla, den Weltgeist in Die Schuldigkeit des ersten Gebots, an der Seite von Plácido Domingo in Torrobas Luisa Fernanda, als Soeur Constance in Poulencs Dialogues des carmelites auftrat und im Frühjahr 2009 die Aspasia in Mozarts Mitridate, re di Ponto sang.
Im Februar 2010 sang Patricia Petibon die Titelrolle in Alban Bergs Oper Lulu in einer Aufführung des Grand Théâtre in Genf, inszeniert von Olivier Py. Die gleiche Rolle übernahm sie im Juli 2010 bei den Salzburger Festspielen unter der Regie von Vera Nemirova und der musikalischen Leitung von Marc Albrecht. In Genf verkörperte Petibon auch erneut die Olympia in Hoffmanns Erzählungen.
Engagements der Jahre 2013/2014 waren unter anderem die Giunia am Liceu in Barcelona, die Partie der Blanche in Dialogues des Carmélites im Pariser Théâtre des Champs-Élysées und die Titelpartie in Manon (Jules Massenet) an der Wiener Staatsoper. Beim Festival d’Aix-en-Provence sang Patricia Petibon 2014 die Partie der Ginevra in Ariodante und 2015 die Titelpartie in Alcina.
Am 22. August 2015 heiratete sie den Jazzgeiger Didier Lockwood; dieser starb überraschend im Februar 2018.

## Diskografie
- Marc-Antoine Charpentier – La descente d’Orphée aux enfers, William Christie, Les Arts Florissants (Erato, 1995), Daphné/Énone
- Stefano Landi – Il Sant’Alessio, Christie, AF (Erato, 1996), Alessio
- Étienne-Nicolas Méhul – Stratonice, Christie, Cappella Coloniensis (Erato, 1996), Stratonice
- Jean-Philippe Rameau – Hippolyte et Aricie, Christie, AF (Erato, 1997), Une prêtresse/une bergère
- François Couperin – Leçons de ténèbres, Christie, AF (Erato, 1997)
- Léo Delibes – Lakmé, Michel Plasson, Orchestre National du Capitole de Toulouse (EMI, 1998), Ellen
- Antonio Caldara – La Passione di Gesù Cristo Signor Nostro, Fabio Biondi, Europa Galante (Virgin, 1999), Maddalena
- Wolfgang Amadeus Mozart – Die Entführung aus dem Serail, Christie, AF (Erato, 1999), Blonde
- Georg Friedrich Händel – Acis and Galatea, Christie, AF (Erato, 1999), Damon
- Wolfgang Amadeus Mozart – Große Messe in c-Moll KV 427, Christie, AF (Erato, 1999)
- Fast Cats and Mysterious Cows. Songs from America, James Litton, American Boychoir (Virgin, 1999)
- Amour et mascarade. Purcell et l'Italie, Jean-François Novelli, Ensemble Amarillis (Naïve, 1999)
- Jules Massenet – Werther, Antonio Pappano, London Symphony Orchestra (EMI, 1999), Sophie
- Joseph Haydn – Armida, Nikolaus Harnoncourt, Concentus Musicus Wien (Teldec, 2000), Zelmira
- Jacques Offenbach – Orphée aux enfers, Marc Minkowski (2002), Cupidon
- Airs baroques français, Patrick Cohën-Akenine, Les Folies Françoises (Virgin, 2001)
- Les fantaisies de Patricia Petibon (Virgin, 2004, Kompilation)
- French Touch, Yves Abel, Orchestre de l’Opera National de Lyon (Decca, 2004)
- Niccolò Jommelli – Armida abbandonata, Christophe Rousset, Les Talens Lyriques (Ambroisie, 2005), Ubaldo, a knight
- Joseph Haydn – Orlando paladino, Harnoncourt, Concentus Musicus Wien (DHM, 2006), Angelica
- Amoureuses, Daniel Harding, Concerto Köln (DG, 2008)
- Rosso. Italian Baroque Arias, Andrea Marcon, Venice Baroque Orchestra (DG, 2010)
- Carl Orff – Carmina Burana (Orff), Daniel Harding (DG, 2010), Sopransolo
- Melancolía. Spanish Arias and Songs, Josep Pons, Orquesta Nacional de España (DG, 2011)
- Nouveau Monde. Baroque Arias and Songs, Andrea Marcon, La Cetra (DG, 2012)
- La belle excentrique (mit Susan Manoff, 2014)
- L’amour, la mort, la mer (2020)

## Auszeichnungen
- 2015: ECHO Klassik in der Kategorie Solistische Einspielung des Jahres[5]
- 2016: Benennung eines Asteroiden nach ihr: (348383) Petibon